# Krzyszczynka
Krzyszczynka (do 1945 niem. Cocceji-Neuwalde) – wieś w Polsce położona w województwie lubuskim, w powiecie gorzowskim, w gminie Bogdaniec. Według danych z 2012 liczyła 81 mieszkańców. Miejscowość została założona w 1775/1776 w ramach kolonizacji fryderycjańskiej – zagospodarowania tzw. łęgów warciańskich. Od 1945 leży w granicach Polski.
W latach 1975–1998 miejscowość należała administracyjnie do województwa gorzowskiego.

## Położenie
Zgodnie z podziałem fizycznogeograficznym Polski według Kondrackiego teren, na którym położona jest Krzyszczynka należy do prowincji Niziny Środkowoeuropejskiej, podprowincji Pojezierza Południowobałtyckiego, makroregionu Pradolina Toruńsko-Eberswaldzka oraz w końcowej klasyfikacji do mezoregionu Kotlina Gorzowska.
Miejscowość leży 14 km na południowy zachód od Gorzowa Wielkopolskiego.

## Demografia
Ludność w ostatnich 3 stuleciach:

## Historia
- 1747 – Carl Adam von Waldow z Rudnicy zapisuje w testamencie na rzecz sierocińca w Sulechowie kilka swoich majątków, w tym tereny w okolicach Kołczyna (m.in. część Rudnicy, Neudorf–Maszków) i nadwarciańskich błot
- 1772 – rodzina von Waldow sprzedaje swoje ziemie w dolinie Warty wraz z Rudnicą i częścią Kołczyna Karlowi Sigismundowi von Reitzenstein
- 1775/76 – na bagnach nadwarciańskich zostają założone kolonie Lossow (Włostów) oraz Cocceji (Krzyszczyna i Krzyszczynka); tereny te należą do[12]:
  - majora Carla Ernesta Sigismunda von Reitzenstein z Rudnicy i Kołczyna – Lossow/Włostów
  - kapitana Karla Friedricha von Waldow z Brzozowej[13] – Cocceji-Neuwalde/Krzyszczynka
  - Adolpha Friedricha von Waldow z Lubniewic – Cocceji-Stubbenhagen /przysiółek Krzyszczynki (nazwa  pochodzi od Stubbenhagen – Stobno, nieistniejącego już majątku i osady między Rudnicą a Kołczynem)
  - domu sierot z Sulechowa – Cocceji-Neudorf/Krzyszczyna
- 1801 – kolonia Cocceji liczy 243 mieszkańców i 36 domów; jest tu 38 gospodarstw kolonistów, z których 18 należy do Friedricha von der Osten ze Smogór[14][15], a 20 do rodziny von Waldow z Lubniewic; ponadto jest tu 14 komorników (chłopów bezrolnych)[4]
- XIX w. - Cocceji zostaje podzielone na Cocceji-Neudorf oraz Cocceji-Neuwalde

## Nazwa
Coccey, Neuwaldschen Antheil 1775; Cocceji, Neuwalder Antheil 1852; Cocceji-Neuwalde 1944; Krzyszczynka 1948.
Niemiecka nazwa Cocceji-Neuwalde pochodzi od nazwiska pruskiego kanclerza króla Fryderyka II, Samuela von Cocceji oraz od wsi Neuwalde (obecnie Brzozowa), której była kolonią.

## Administracja

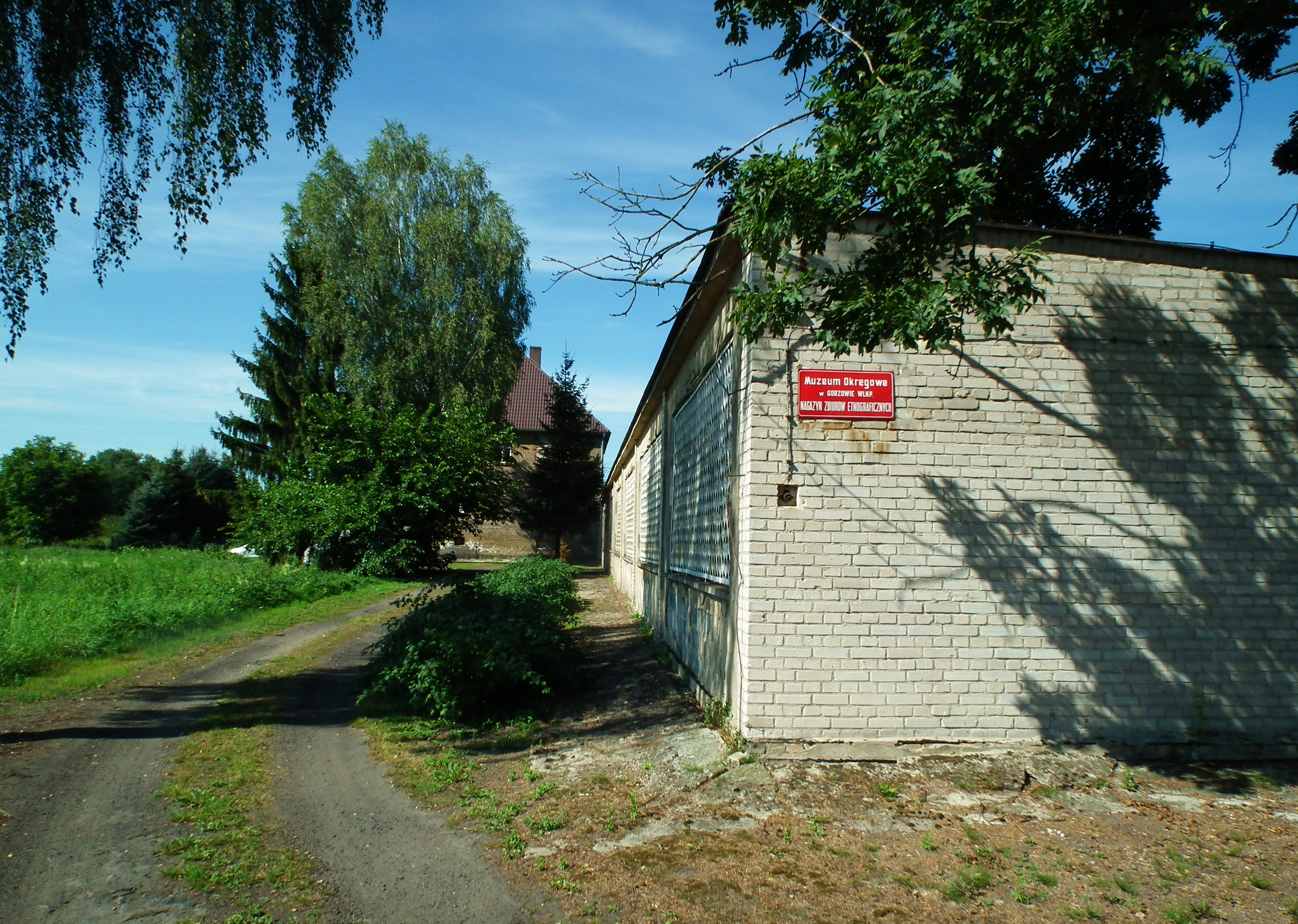
Budynek dawnej szkoły podstawowej, dziś magazyny muzeum etnograficznego w Gorzowie Wlkp

Miejscowość jest siedzibą sołectwa Krzyszczynka.

## Edukacja i nauka
Dzieci uczęszczają do szkoły podstawowej w Jenińcu, zaś młodzież do gimnazjum w Bogdańcu.

## Religia
Miejscowość przynależy do parafii rzymskokatolickiej pw. św. Jana Chrzciciela w Bogdańcu. We wsi nie ma kościoła.

## Gospodarka
W rejonie wsi Krzyszczynka leży udokumentowane (w 1986 r.) złoże ropy naftowej „Jeniniec”, dla którego utworzono obszar i teren górniczy „Jeniniec” (koncesja eksploatacyjna ważna do dnia 21 czerwca 2018 r.). Jego zasoby wydobywalne bilansowe według stanu na 31 grudnia 2013 r. wynoszą 10,59 tysięcy ton, zasoby przemysłowe 10,48 tysięcy ton, wydobycie zaś 6,83 tysięcy ton w 2013 r. Złoża wydobywalne bilansowe gazu wynoszą 1,36 mln m³, wydobycie w 2013 r. 0,84 mln m³. Eksploatację prowadzą Zielonogórskie Zakłady Górnictwa Nafty i Gazu.